# 冷静
| ウィキペディアには「冷静」という見出しの百科事典記事はありません（タイトルに「冷静」を含むページの一覧/「冷静」で始まるページの一覧）。 代わりにウィクショナリーのページ「冷静」が役に立つかもしれません。 |